# ファミリーサーキット
『ファミリーサーキット』は、1988年にナムコ（後のバンダイナムコエンターテインメント）から発売されたファミリーコンピュータ用のゲームソフト。またはその作品をはじめとしたシリーズ。デザイナーは遠藤雅伸。

## 概要
F1などのカーレースを題材にした1人用のレースゲーム。車は自由にセッティングでき、設定をパスワードで保存しておける。
レース中は「他車との接触（当たり判定）」という概念がないのが特徴であった（コース外の障害物には「当たり判定」が存在し、高速で衝突するとクラッシュで即リタイアとなる）。
なおスタート/ゴールに設けられたコントロールタワーはナムコが鈴鹿サーキットに広告を出していた関係で、それを模したデザインが使われた。

## ゲーム内容
ゲームモードは以下の5種類。

### セッティング
6種類の基本車体があり、カラーリングの選定やセッティングを行うと、マシンコードが表示される。このマシンコードを入力することで、自分が作成した車体をいつでも呼び出せる。
「マシントラブル」の概念があるのが特徴で、ターボブースト（過給圧）を高くするとタービンブローが起こりやすく、障害物との接触ではウイングの破損でマシンの安定性が失われる。電気系統やラジエター、トランスミッションにも故障の概念があり、ピットインして修理しないとエンジン本体にも影響を及ぼし、ついにはエンスト（リタイヤを選択するしかない）してしまう。タイヤもハイグリップを選ぶと当然磨耗が速く、パンク・バーストするとマシンが蛇行してコントロールしにくい状態となってしまう。
ちなみに、マシンコードの頭2文字は当時の実際のF1チームのマシン名と同じであった。たとえば「MP」はマクラーレンのマシン名であるが、実際ゲームでも同様のカラーリングとなっている。その他にも「LR」ロータス・ルノー(モデルになったライバル車たちはルノーエンジンは使用していないが)、「LH」はロータス・ホンダ、「SF」フェラーリ、「FW」ウィリアムズ、「JS」リジェ、「BT」ブラバムなど数種があり、マニア心をくすぐるものだった。

### フリー走行
セッティングで作成した車体を走らせることができる。コースは40種類用意されている。鈴鹿サーキットやモンテカルロ市街地コース、奥多摩や裏六甲、大垂水峠など、実在のサーキットや峠を模したものもある。

### スプリントレース
4つのカテゴリーに分かれている。いずれのカテゴリーにおいても予選および決勝レースがある。参加台数はプレイヤーを含めて8台。予選は1ラップアタックの方式をとっており、2004年のF1世界選手権で採用していた予選方式と似ている。予選落ちはない（タイムを出せなかった場合は最後尾スタートとなる）。決勝における周回数はカテゴリーおよびサーキットによって異なるが、上位のカテゴリーほど多くなる。レース中のタイヤ交換は無制限。給油はできない。
決勝の成績によってドライバーズポイントを得ることが出来る。1位・9点、2位・6点、3位・4点、4位・3点、5位・2点、6位・1点、7位以下は0点（当時のF1と同じポイントシステム）で、全戦有効。有効ポイント制は採用されていない。
各カテゴリーの詳細は以下の通り。
ノービス
最下位に位置するカテゴリー。全4戦。ライバルの名前はナムコのゲームのキャラクターである。
Bクラス
ノービスの1つ上のカテゴリー。全6戦。
Aクラス
Bクラスの1つ上のカテゴリー。全10戦。主なライバルは以下の通り。
- Kほしの - レイトンハウスカラーのマシンを操る。ライバルの中では速い部類に入り、チャンピオンになることも多い。
- あぐり - フットワークグループのカラーのマシンを操る。
- くにみつ - ケンウッドカラーのマシンを操る。
- Mはせみ
- Gリース
- まつもと
- Sとしお
- Oなかこ

スーパーA
最上位のカテゴリー。全16戦。F1世界選手権を模したものと考えられる。基本的に1987年のF1シリーズと同じプログラムが組まれているが、後述にあるように、スペイングランプリであるヘレスが第2戦に組み込まれており（実際は第13戦開催）、またその年には未開催のサーキットが組まれる場合もある。主なライバルは以下の通り。
- Nピケ - ウィリアムズFW11と同様のカラーリングをもつマシンを操る。最も速度が出るマシンに仕上がっており、高速サーキットに滅法強い。
- マンセル - ウィリアムズFW11と同様のカラーリングをもつマシンを操る。Nピケのマシンよりも最高速では劣るが、コーナリングスピードは速い。
- フロスト - マクラーレンMP4/3と同様のカラーリングを持つマシンを操る。コーナリングスピードが最も速く、テクニカルサーキットに滅法強い。
- A.セナ - ロータス99Tと同様のカラーリングを持つマシンを操る。上記の3人より戦闘力は劣るが、選手権を通じて必ず上位に食い込んでくる。
- サトルN - ロータス99Tと同様のカラーリングを持つマシンを操る。最高速はNピケと同じくらいのレベルまで達するため、高速サーキットでは上位に食い込んでくることがあるが、コーナリングスピードが遅く、テクニカルサーキットでは遅れをとる。

|    | スーパーAでの開催サーキット （2つある場合はどちらかが自動で選択される） | スーパーAでの開催サーキット （2つある場合はどちらかが自動で選択される） |
| -- | ----------------------------------------------------------------------- | ----------------------------------------------------------------------- |
| 1  | ジャカレパグア                                                          | ジャカレパグア                                                          |
| 2  | ヘレス                                                                  | キャラミ                                                                |
| 3  | イモラ                                                                  | イモラ                                                                  |
| 4  | スパ フランコルシャン                                                   | ゾルダー                                                                |
| 5  | モンテカルロ                                                            | モンテカルロ                                                            |
| 6  | デトロイト                                                              | ロングビーチ                                                            |
| 7  | ポールリカール                                                          | ディジョン プレノワ                                                     |
| 8  | シルバーストーン                                                        | ブランズハッチ                                                          |
| 9  | ホッケンハイム                                                          | ニューブルクリンク                                                      |
| 10 | ハンガロリンク                                                          | ザンドボールト                                                          |
| 11 | オステルライヒリンク                                                    | オステルライヒリンク                                                    |
| 12 | モンツァ                                                                | モンツァ                                                                |
| 13 | エストリル                                                              | エストリル                                                              |
| 14 | ロドリゲス                                                              | モントリオール                                                          |
| 15 | すずか                                                                  | ふじ                                                                    |
| 16 | アデレード                                                              | アデレード                                                              |

### たいきゅうレース
距離をこなすものと規定時間走り続けるものがある。ほとんどのレースのモデルはプロトタイプレーシングカーで行われていたが、ゲーム上では全レースフォーミュラカーで行われる。レース中のタイヤ交換および給油は無制限である。
24時間耐久レース（ル・マン24時間など）は実際に24時間ゲームを行うわけではないが、約2時間は画面から離れることができない。その上、ライバル（コンピューター）車は総じて遅いため、トップを独走することになり、あとはひたすら集中力との戦いになる。

### かんせん
レースを観戦できる。固定視点モードと、特定のドライバーを追っかけるモードがある。ストップウォッチを扱うことができ、ライバルの走りを研究することが可能である。

## 他機種版
| No. | タイトル               | 発売日        | 対応機種        | 開発元          | 発売元   | メディア                            | 型式 | 備考 |
| --- | ---------------------- | ------------- | --------------- | --------------- | -------- | ----------------------------------- | ---- | ---- |
| 1   | ナムコットコレクション | 2020年8月20日 | Nintendo Switch | B.B.スタジオ M2 | バンナム | Switch専用ゲームカード ダウンロード |      |      |

## スタッフ
- ゲームデザイン、キャラクターデザイン、マイカー走行プログラム：遠藤雅伸
- ゲームプログラム：もろぼしはずれ
- 音楽、サウンドプログラム：大野木宜幸
- プロデュース：今成一雄
- マネージメント：なかざとたかし、いしむらこうじ
- テストドライバー：とおますナイト（内藤智）

## 評価
- ゲーム誌『ファミコン通信』の「クロスレビュー」では、8・8・8・8の合計32点（満40点）でゴールド殿堂入りを獲得[2]、レビュアーの意見としては、4人中3人が同時期に任天堂から発売された『ファミコングランプリ F1レース』（1987年）と比較した内容になっており、「敵車と当たってもクラッシュしないという考えかたも新しい」、「地面のスクロールとかも速くてスムーズだし、操作感そのものが楽しい」、「車好きにはたまらない魅力」、「なめらかなマシンの動きとピットクルーの動きには感心してしまった」などと評されている[3]。

- ゲーム誌『ファミリーコンピュータMagazine』の読者投票による「ゲーム通信簿」での評価は19.27点（満30点）となっている[1]。同誌1991年5月10日号特別付録の「ファミコンロムカセット オールカタログ」では、「本物のカーレースさながらのリアルなレース感覚が味わえる」などと評されている

| 項目 | キャラクタ | 音楽 | 操作性 | 熱中度 | お買得度 | オリジナリティ | 総合  |
| 得点 | 3.17       | 3.01 | 3.10   | 3.35   | 3.40     | 3.24           | 19.27 |

## 関連作品

### 続編
ファミリーサーキット'91（ファミリーコンピュータ版。1991年7月19日発売）
セッティングの詳細化やグラフィックなどが向上した。しかしグランプリモードでは予選が省略され、常にポールポジションからスタートするようになった。
スーパーファミリーサーキット（スーパーファミコン版。1994年10月21日発売）
ハードの画面回転機能を利用し、進行方向を上方向のみでなく現実のF1に近いコースを実現。

### その他
F1道中記（MSX2版、媒体：フロッピーディスク(要128KB VRAM)。1990年11月27日発売）
『ロードファイター』や『ジッピーレース』のように見下ろし型視点で、F1カーで高速道路を走り、日本を縦断するレースゲーム。ナムコがMSXで最後に発売したゲーム。
ワールドサーキット（PCエンジン版。1991年10月18日発売）
Huカード作品。モードはフリープラクティス、タイムアタック、スプリントレース、耐久レースの4つ。